# Ласло Юзан
Ласло Юзан (нар. 16 березня 1987, Вари) — актор Театру комедії Угорщини.

## Життєпис
Закінчив середню школу імені Ференца Ракоці. Уже в тринадцять років він став учасником студії Угорського національного театру Дюли Іллєша в Берегові.
Після закінчення працював в театрі, поки готувався до вступу до університету. З 2005 по 2009 рік був студентом Університету театрального та кіномистецтва в класі Ласло Мартона та Гейзи Гегедуса.
З 2009 року — учасник Театру комедії